# 750ライダー
『750ライダー』（ナナハンライダー）は、石井いさみによる日本の漫画作品。『週刊少年チャンピオン』（秋田書店）にて1975年から1985年まで連載された。累計発行部数は2000万部を記録している。
『週刊少年サンデー』（小学館）に描いた『750ロック』（ナナハンロック）を発展させ、より人間にスポットを当てて描こうとした。
10年間で絵も作風も変化し、当初は登場人物も少し劇画風で内容もシリアスだったが、徐々に恋愛を絡ませたさわやかな青春漫画となる。最終回は巻頭カラーで1985年1月25日号。高校3年に進級する春を目前にした冬、主人公と仲間たちが10年後の自分にレターを書き、瓶に入れて地面に埋め、タイムカプセルとするところで終わっている。

## 登場人物
早川光（はやかわ　ひかる）
ホンダ・ドリームCB750FOUR（1971年式のK2型）に乗る竜堂学園高校の2年生。校則はバイク通学禁止だが、連日バイク通学し、担任にばれては放課後の教室掃除をさせられる。最終回でも野崎順平と教室掃除をしている。処分は罰当番に留まり、停学や退学にはされていない。白い作業ツナギ（ナッパ服）がトレードマーク。自己紹介の常套句は「オレ光。新幹線ひかり号の光」。
連載当初は目つきも鋭く（単行本第5巻辺りまで）、多少斜に構えた性格で、教師にナナハンを没収された際「代わりに乗ってやる」と言われ、前輪のアクスルシャフトを固定しているナットをこっそり外して事故を誘発させようとする。また「暴走族と濃霧の首都高速道路でバトルを行ったとき、ナナハンのブレーキランプ球を抜いた状態で相手を分岐に誘導し分岐点に衝突させる」などアウトローな行動が目立った。幅寄せで殺された仲間のためにトラック運転手をトラックごと崖から墜落させることも行っており、殺人さえいとわない程であった。その後は作品が進むに連れて次第にバイトに精を出す爽やかな少年（眼も細かったのが真ん丸）に変貌していく。基本的にノーヘル。愛車のCBには「CB子」という愛称を付けている事が作中のナナハン盗難事件の際に明らかになった。
久美子（委員長）
光の同級生。愛称の通り、クラス委員。ロングヘアで品行方正であり、優しく控えめという非の打ち所がないヒロイン。クリスチャンであり、兄が一人いる。姓は明らかにならなかった。
野崎順平
光の同級生。食い意地が張っていて、空気が読めないところがあり、他の登場人物を唖然とさせたり怒られたりしているが、肝心なところでは男気を見せることもある少年。大家族の長男であり、弟や妹に対しては面倒見の良い優しい兄である。背は低く短足だが、光のナナハンを足が付かないにもかかわらず乗りこなす事ができる。
麻子
光の同級生。おさげ髪で活発な久美子の友人。
用務員のおやっさん
光のバイクを預かる気のいい人物。旧軍では陸王に乗っていたらしい。隻腕（右腕一本）ながら光のナナハンを容易く操る技量の持ち主。
熊田先生
竜堂学園高校教師。本編最終回で2人目の子供が生まれたことが判明。
喫茶店「ピットイン」のマスター
店内ではアイスコーヒーを「つべたいコーヒー（冷たいコーヒー）」とオリジナルの名称で呼称（メニュー表では普通通り表記）するなどお茶目な所がある。愛車はホンダ・モンキー。独身。
隊長
暴走族「ブラック・ベアー」のリーダーであり、初期は光と対立していたが、事故を起こして重傷を負ったメンバーを光に救われてからは、鉄工所で真面目に働く青年として登場し、光や、その仲間達と親密になる。姉が一人いる。
番長
竜堂学園高校の3年生。校内不良グループ「竜堂組」の番長だが、竜堂組を学園を守る組織と位置づけており、普通の生徒に手を出すことはなく、メンバーによる恐喝や暴力に対しては制裁を下している。自分達に非があれば自らが頭を下げることも辞さない、男気のある人物。
早川麦
光の妹、優しく素直な少女。
この他に暴走族「狂走赤軍」が現れた回もあった。

## 番外編、続編
本編の連載中に日本石油（現：ENEOS）のグループ内報紙『スリーライン』（1991年から『SUNPRESS』）で『あしたは光くん』という番外編が始まり、本編終了後も続いた。ここで早川光は自動車整備士の資格を持ち、ガソリンスタンドでアルバイトをしていた。第77話で光は自動車を操るのに苦労し、やはり自分にはナナハンが似合うと実感。最後の第151話では、ある年の春に早川光がアルバイトを辞め、ピットインでコーヒーを飲んで、ナナハンに乗ってどこかへ旅立つところで終わっている。本編作中に於いても光のバイト先は日本石油のガソリンスタンドであり、これらの縁から1980年代後半には日石スタンド内のPOPにも使用された事もある。
のち2008年、警視庁が、30代になった光がマシンを前に「もう、無茶はしない。背負うものが増えたんだ」と呟く、安全運転啓発のポスターを作製した。更に『週刊少年チャンピオン』2009年No.18では40周年記念で特別に描き下ろし新作の『750ライダー』が掲載された。
作者が大田区の東急池上線・蓮沼駅付近に住んでいる縁から、蓮沼駅前の「すずらん通り」の商店街にはシャッターや掲示板などに「750ライダー特別篇」として、イラストを多数描いている。

## 書誌情報
- 石井いさみ 『750ライダー』 秋田書店〈少年チャンピオン・コミックス〉、全50巻
  1. 1976年1月27日発売[5]、ISBN 4-253-03312-1
  2. 1976年4月19日発売[6]、ISBN 4-253-03313-X
  3. 1976年6月22日発売[7]、ISBN 4-253-03314-8
  4. 1976年8月19日発売[8]、ISBN 4-253-03315-6
  5. 1976年12月10日発売[9]、ISBN 4-253-03316-4
  6. 1977年2月25日発売[10]、ISBN 4-253-03317-2
  7. 1977年4月27日発売[11]、ISBN 4-253-03318-0
  8. 1977年6月10日発売[12]、ISBN 4-253-03319-9
  9. 1977年9月27日発売[13]、ISBN 4-253-03320-2
  10. 1978年1月24日発売[14]、ISBN 4-253-03321-0
  11. 1978年3月25日発売[15]、ISBN 4-253-03322-9
  12. 1978年6月8日発売[16]、ISBN 4-253-03323-7
  13. 1978年9月27日発売[17]、ISBN 4-253-03324-5
  14. 1978年11月7日発売[18]、ISBN 4-253-03325-3
  15. 1979年2月8日発売[19]、ISBN 4-253-03326-1
  16. 1979年5月29日発売[20]、ISBN 4-253-03327-X
  17. 1979年6月21日発売[21]、ISBN 4-253-03328-8
  18. 1979年8月9日発売[22]、ISBN 4-253-03329-6
  19. 1979年10月5日発売[23]、ISBN 4-253-03330-X
  20. 1979年12月12日発売[24]、ISBN 4-253-03331-8
  21. 1980年2月22日発売[25]、ISBN 4-253-03332-6
  22. 1980年4月24日発売[26]、ISBN 4-253-03333-4
  23. 1980年6月24日発売[27]、ISBN 4-253-03334-2
  24. 1980年8月13日発売[28]、ISBN 4-253-03335-0
  25. 1980年10月31日発売[29]、ISBN 4-253-03336-9
  26. 1981年2月17日発売[30]、ISBN 4-253-03337-7
  27. 1981年4月2日発売[31]、ISBN 4-253-03338-5
  28. 1981年6月26日発売[32]、ISBN 4-253-03339-3
  29. 1981年9月3日発売[33]、ISBN 4-253-03340-7
  30. 1981年12月14日発売[34]、ISBN 4-253-03341-5
  31. 1982年2月17日発売[35]、ISBN 4-253-03342-3
  32. 1982年5月7日発売[36]、ISBN 4-253-03343-1
  33. 1982年7月12日発売[37]、ISBN 4-253-03344-X
  34. 1982年10月12日発売[38]、ISBN 4-253-03345-8
  35. 1983年2月18日発売[39]、ISBN 4-253-03346-6
  36. 1983年4月11日発売[40]、ISBN 4-253-03347-4
  37. 1983年6月9日発売[41]、ISBN 4-253-03348-2
  38. 1983年8月12日発売[42]、ISBN 4-253-03349-0
  39. 1983年11月11日発売[43]、ISBN 4-253-03350-4
  40. 1983年12月17日発売[44]、ISBN 4-253-03351-2
  41. 1984年2月17日発売[45]、ISBN 4-253-03352-0
  42. 1984年4月12日発売[46]、ISBN 4-253-03353-9
  43. 1984年6月21日発売[47]、ISBN 4-253-03354-7
  44. 1984年8月9日発売[48]、ISBN 4-253-03355-5
  45. 1984年10月12日発売[49]、ISBN 4-253-03356-3
  46. 1984年12月8日発売[50]、ISBN 4-253-03357-1
  47. 1984年2月9日発売[51]、ISBN 4-253-03358-X
  48. 1985年3月21日発売[52]、ISBN 4-253-03359-8
  49. 1985年4月12日発売[53]、ISBN 4-253-03360-1
  50. 1985年5月22日発売[54]、ISBN 4-253-03380-6

## ラジオドラマ
1978年にTBSラジオの『夜はともだち』内のコーナー「ラジオ劇画」で放送された。
- 早川光：富山敬
- 久美子（委員長）：麻上洋子
- 野崎順平：肝付兼太

## Vシネマ
2001年に『750ライダー』『750ライダー2』の2本がリリースされ、後にDVD化された。
主なキャスト
- 早川光：吉岡毅志
- 久美子（委員長）：三井智映子
- 野崎順平：野村貴志
- 青木宣篤（特別出演）

スタッフ
- 監督：勝山茂雄
- 脚本：佐藤佐吉